# خدمت به انسان (داستان کوتاه)
«خدمت به انسان» (به انگلیسی: To Serve Man) داستان کوتاه علمی تخیلی است که بدست دیمن نایت نوشته‌شده‌است. این داستان اولین بار در شماره نوامبر سال ۱۹۵۰ مجله علمی تخیلی کهکشان به چاپ رسید و پس از آن بارها در کتاب‌های دیگری همچون پیشتازان در فضا (۱۹۵۵)، خارج دور (۱۹۶۱) و بهترین‌های دیمن نایت (۱۹۷۶) منتشر شد. عنوان آن دارای معنی دوگانه (ایهام) است که اساس داستان را تشکیل می‌دهد.
این داستان موفق به کسب جایزه هوگو بهترین داستان کوتاه در سال ۱۹۵۱ شد.

## داستان
داستان در زمان حال ایالات متحده آمریکا (دهه ۱۹۵۰) می‌گذرد و از زبان راوی شخص اول (یک مترجم سازمان ملل) بیان می‌شود. داستان از آنجایی شروع می‌شود که سه فرستاده بیگانگان از فضا (بیگانگانی با شکلی شبیه به خوک با نام کانامیت) در جلسه‌ای در سازمان ملل ایستاده‌اند و بیان می‌کنند که هدف مأموریت آن‌ها "آوردن صلح و فراوانی نعمت است. ما خودمان از این دو نعمت لذت می‌بریم و قبلاً آن را به دیگر نژادهای کهکشان هدیه کرده‌ایم." بیگانگان پس از این جلسات به زمینیان تکنولوژی انرژی ارزان و نامحدود را ارائه کردند و ابزاری برای جلوگیری از انفجار (که تمام ارتش‌های جهان و در کل جنگ را بی‌فایده می‌کرد) و نیز داروهایی برای عمر طولانی دادند. به عنوان نشانه دیگری از دوستی، آن‌ها برنامه بازدید ده‌ساله تبادل افراد را بین زمین و سیاره خانه‌شان را برقرار کردند.
دوست مترجم راوی با نام گریگوری موفق به دزدیدن کتابی از کانامیت‌ها می‌شود و با یک فرهنگ واژگان کانامیتی-انگلیسی ساده که بیگانگان پیشتر به زمینی‌ها داده‌بودند به ترجمه آن سرگرم می‌شوند. پس از چندین هفته موفق به ترجمه عنوان آن می‌شوند که "خدمت به انسان" (به انگلیسی: To Serve Man) نام دارد. چند هقته پس از آن،راوی از مسافرتی برمی‌گردد و دوستش گریگوری را آشفته می‌بیند. گریگوری به او می‌گوید که موفق شده پاراگراف اول آن کتاب را ترجمه کند و اینکه آن یک کتاب آشپزی است و عنوان آن خدمت به انسان نیست بلکه این است که «چگونه انسان را بخوریم.»

## پیش‌زمینه
دیمن نایت این داستان را در سال ۱۹۵۰ نوشت، هنگامی که در دهکده گرینویچ در شهر نیویورک زندگی می‌کرد. او گفته که این داستان را در یک بعدازظهر، زمانی که همسرش با مرد دیگری بیرون رفته‌بود نوشته‌است.

## برداشت‌ها
از این داستان در سال ۱۹۶۲ در اپیزودی از سریال تلویزیونی برزخ (به انگلیسی: the Twilight Zone) اقتباس شده‌است. نام این اپیزود نیز خدمت به انسان است و کانامیت‌ها برای فریفتن انسان‌ها به زمین می‌آیند.

### در کتاب‌های دیگر
در کتاب سرودی پیش از نبرد نوشته جان رینگو، از داستان خدمت به انسان به عنوان نمونه کلاسیک آثاری نام برده شده که در آن انسان‌ها بیگانگان را به چشم موجوداتی خیراندیش می‌بینند در حالیکه آن‌ها از انسان‌ها برای اهداف خود سوءاستفاده می‌کنند.
جورج سیتر، نویسنده داستان‌های علمی‌تخیلی، کتاب آشپزی با الهام از این داستان نوشت و گروه موسیقی کتل دکپیتیشن آلبومی با همین نام با الهام از داستان ساختند. در مجموعه تلویزیونی بافی قاتل خون‌آشام‌ها و انیمیشن ماداگاسکار اشاره‌ای به این داستان شده‌است. در رمان فضا نوشته جیمز میچنر، برخی کاراکترها این داستان را می‌خوانند.